# 圣尼古拉德莱捷
圣尼古拉德莱捷（法語：Saint-Nicolas-des-Laitiers，法語發音：[sɛ̃ nikɔla de lɛtje] ⓘ）是法国奥恩省的一个旧市镇，位于该省东北部，属于阿让唐区。2016年1月1日，圣尼古拉德莱捷和相邻的另外9个市镇合并为新市镇乌什堡。

## 地理
圣尼古拉德莱捷（48°50'9"N, 0°25'17"E）面积7.09 平方千米，位于法国诺曼底大区奧恩省，该省份为法国西北部内陆省份，北起顺时针与卡爾瓦多斯省、厄尔省、厄尔-卢瓦省、萨尔特省、马耶讷省和芒什省接壤。
与圣尼古拉德莱捷接壤的市镇（或旧市镇、城区）包括：图凯特、博康塞、厄贡、勒萨普安德烈、乌什地区维莱。
圣尼古拉德莱捷的时区为UTC+01:00、UTC+02:00（夏令时）。

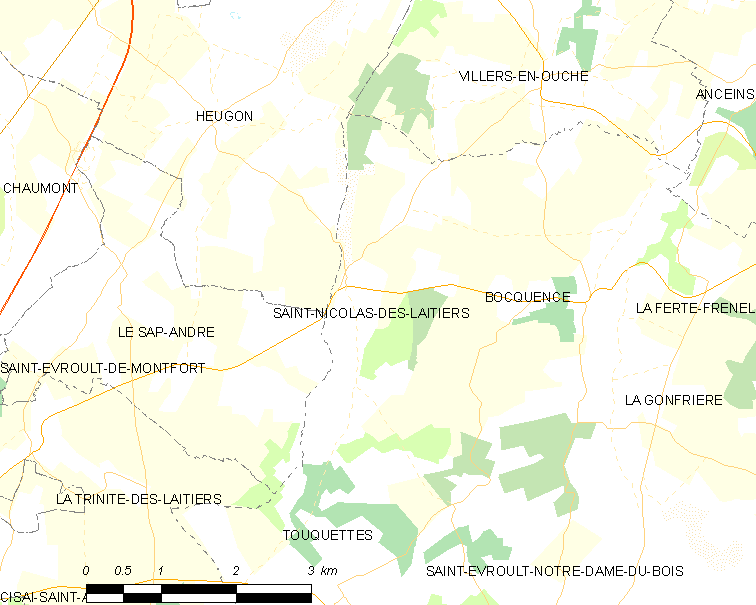
圣尼古拉德莱捷的OSM定位图

## 行政
圣尼古拉德莱捷的邮政编码为61550，INSEE市镇编码为61434。

## 政治
圣尼古拉德莱捷所属的省级选区为赖村县。

## 人口

1962-2008年间圣尼古拉德莱捷人口变化图示

圣尼古拉德莱捷于2018年1月1日时的人口数量为82人。